# San Luis, Santo Domingo
San Luis je občina province Santo Domingo v Dominikanski republiki.  . Do 30. septembra 2011 je mesto pripadalo istoimenskemu občinskemu okraju. 